# Prionaphes
Prionaphes is een geslacht van vliesvleugeligen uit de familie Mymaridae. De wetenschappelijke naam van dit geslacht is voor het eerst geldig gepubliceerd in 1961 door Hincks.

## Soorten
Het geslacht Prionaphes is monotypisch en omvat slechts de volgende soort:
- Prionaphes depressus Hincks, 1961